# Daniel Díaz
Daniel Alberto Díaz (Catamarca, 13 de julho de 1979) é um ex-futebolista argentino que atuava como zagueiro. 

## Carreira
Díaz se profissionalizou no Rosario Central, em 2000. No clube atuou até 2003.

### Boca Juniors
Díaz integrou o Boca Juniors na campanha vitoriosa da Libertadores da América de 2007.

## Títulos
Boca Juniors
- Copa Estado de Israel: 2005
- Torneo Pentagonal de Verano: 2006
- Recopa Sul-Americana: 2006 e 2008
- Copa Libertadores da América: 2007